# Avelãs de Ambom
Avelãs de Ambom is een plaats (freguesia) in de Portugese gemeente Guarda en telt 91 inwoners (2001).